# Lothárd
Lothárd ist eine ungarische Gemeinde im Kreis Pécs im Komitat Baranya. Gut zehn Prozent der Bewohner zählen zur Volksgruppe der Kroaten.

## Geografische Lage
Lothárd liegt dreizehn Kilometer südöstlich des Zentrums der Kreisstadt und des Komitatssitzes Pécs. Nachbargemeinden sind Birján, Peterd und Szemely.

## Geschichte
Der Name des Ortes wurde erstmals 1305 urkundlich als Lotard erwähnt. Im Jahr 1907 gab es in der damaligen Kleingemeinde 130 Häuser und 654 Einwohner auf einer Fläche von 1836  Katastraljochen.

## Sehenswürdigkeiten
- Römisch-katholische Kirche Iskolakápolna, die 1996 an den 1902 errichteten Glockenturm angebaut wurde
  - Eisenfigur Árpád-házi Szent Erzsébet an der nördlichen Wand der Kirche
- Weltkriegsdenkmal

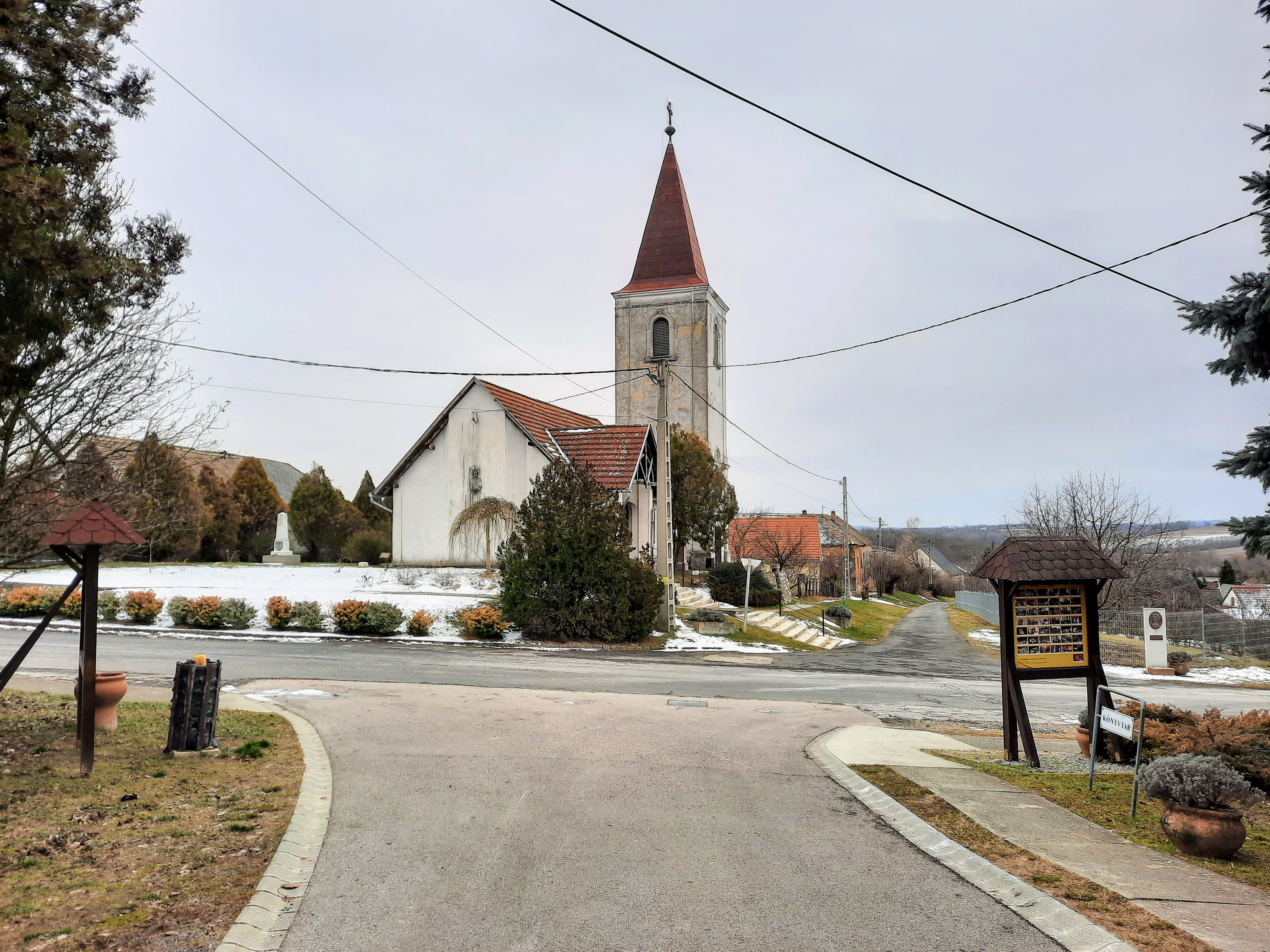
Blick auf die römisch-katholische Kirche
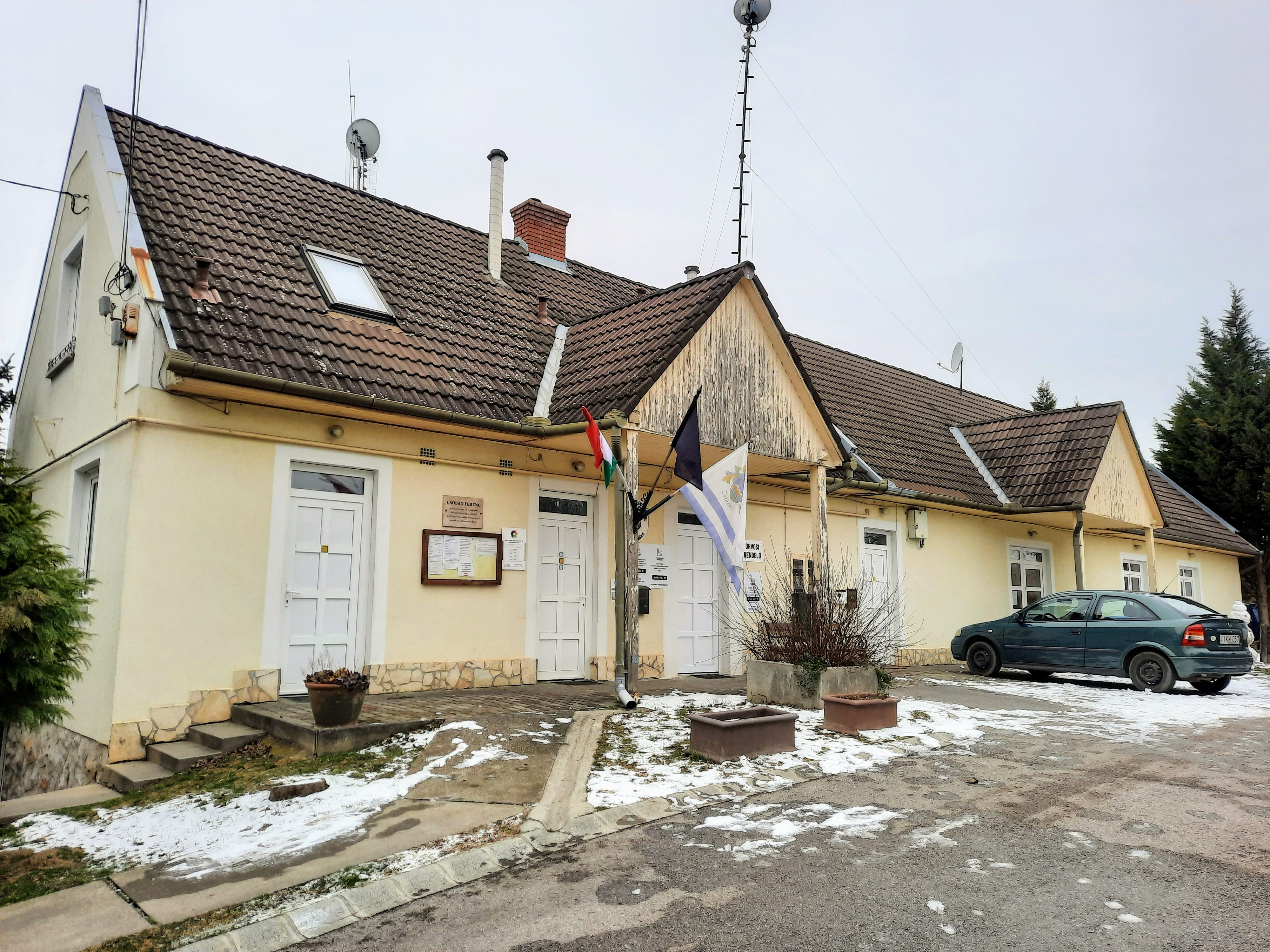
Bürgermeisteramt
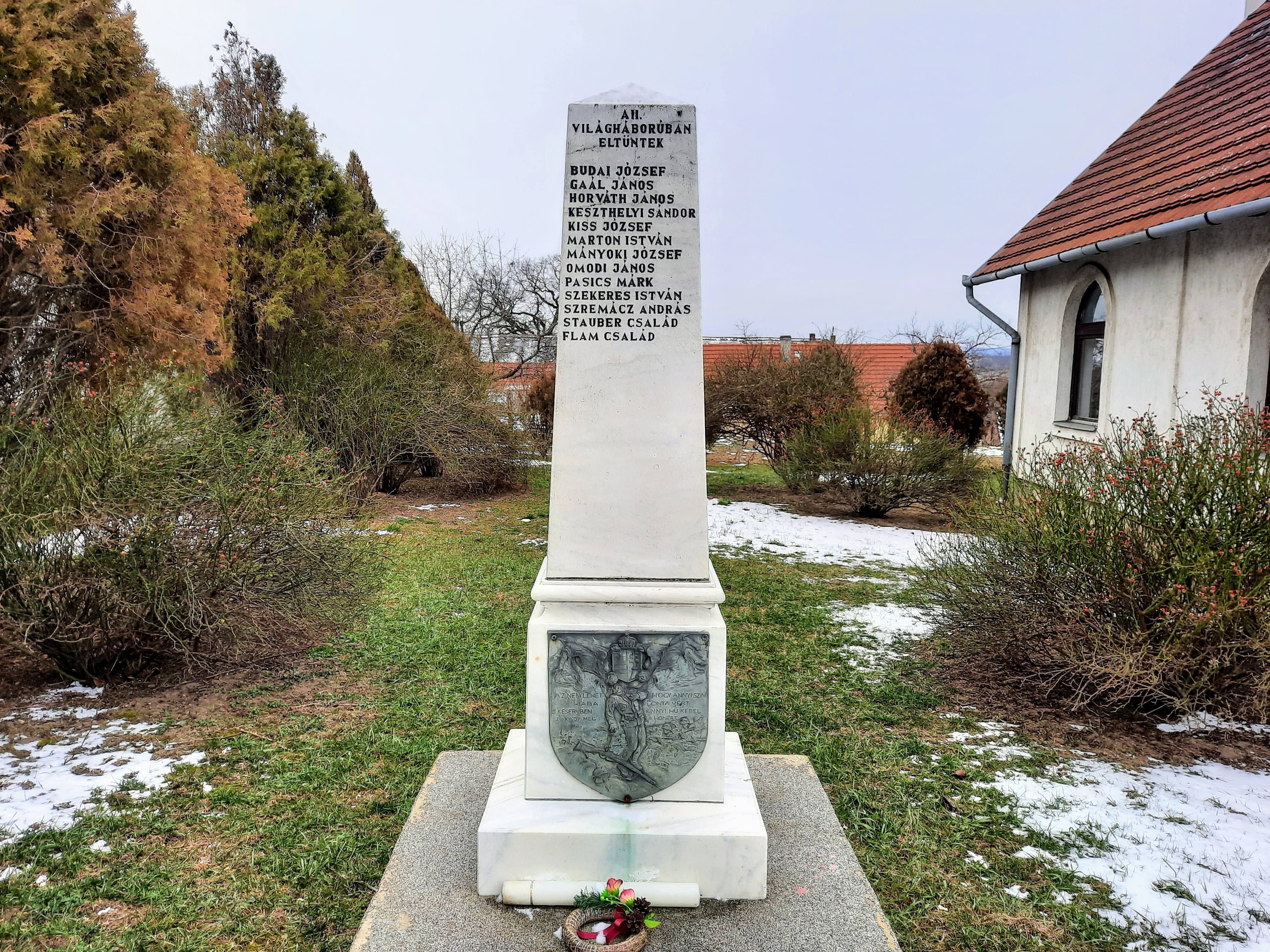
Weltkriegsdenkmal
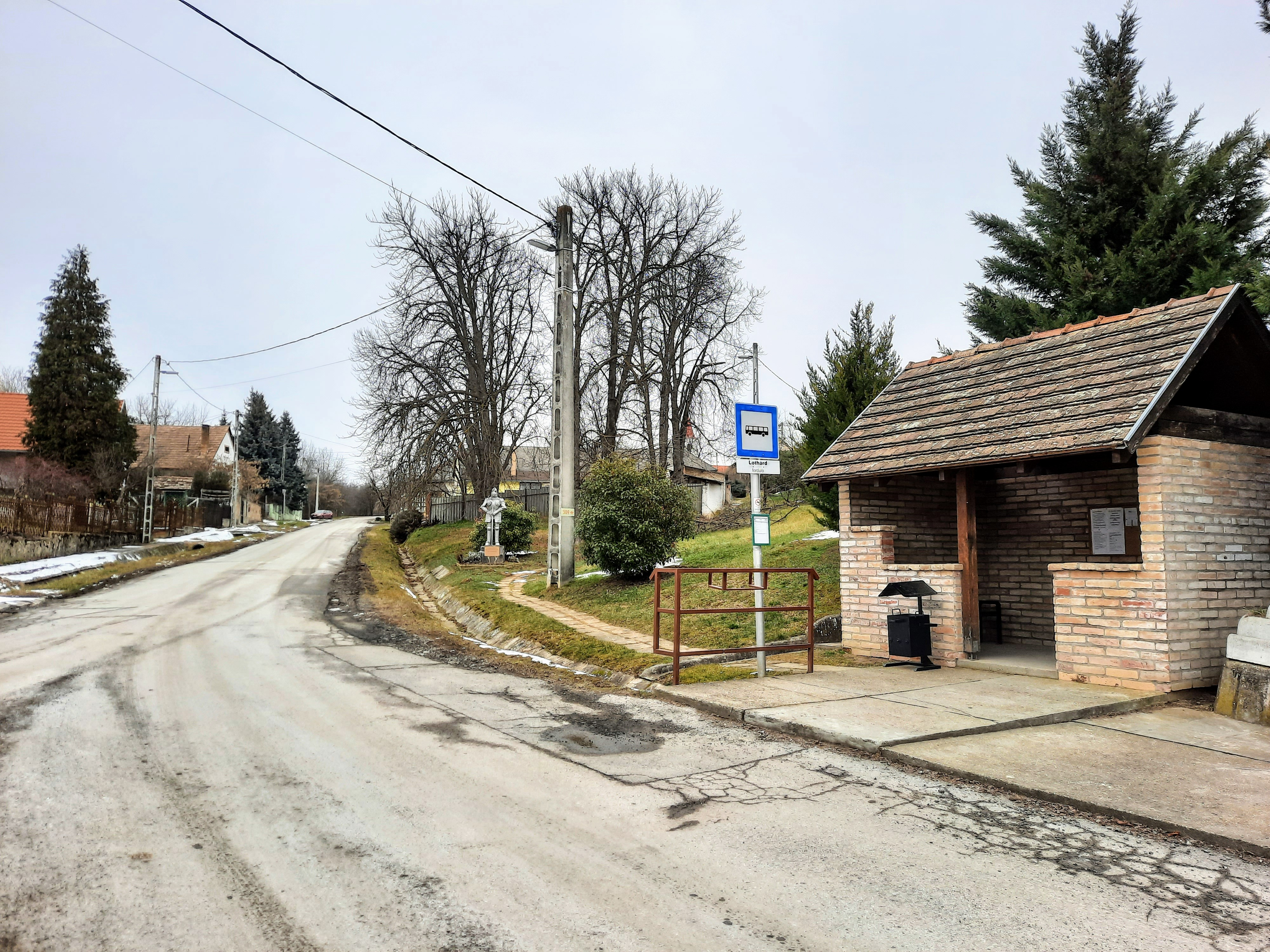
Bushaltestelle

## Verkehr
Lothárd ist nur über die Nebenstraße Nr. 57128 zu erreichen, nördlich des Ortes verlaufen die Autobahn M60 und die Hauptstraße Nr. 57. Es bestehen Busverbindungen nach Pécs, wo sich der nächstgelegene Bahnhof befindet.